# Wielkie Jezioro Osturniańskie
Wielkie Jezioro Osturniańskie (słow. Veľké Osturnianske jazero) – jezioro w Magurze Spiskiej na Słowacji. Znajduje się w miejscowości Osturnia, w orograficznie lewych zboczach Kotliny Spiskiej, w dolinie między południowymi stokami Holowca (1035 m) i Pieskowego Wierchu (983 m).
Jezioro znajduje się na wysokości 815 m n.p.m. Ma powierzchnię 0,25 ha i jest największym z 3 jezior w Osturni. Dawniej jezioro było dużo większe, świadczy o tym rozległy obszar moczarów. Obecnie jezioro jest w końcowym już etapie zarastania roślinnością. Jest to jezioro przepływowe. Zasilane jest niewielkim potokiem spływającym ze zboczy Holowca i niewielkimi podziemnymi wypływami wód, a wodę z niego odprowadza niewielki potok uchodzący do Podlapšianki.
Jezioro i otaczający je obszar o łącznej powierzchni 48,81 ha  objęte są ochroną jako rezerwat  przyrody. Utworzono go w 1984 r. Nie prowadzi obok niego żaden znakowany szlak turystyczny, przy drodze prowadzącej przez Osturnię jest jednak napis wskazujący drogę polną, którą można dojść do jeziora.
W Osturni są jeszcze dwa inne jeziora: Mišku Kovaľa i Małe Jezioro Osturniańskie (Malé Osturnianske jazero).